# Sanja Doležal
Sanja Doležal (Zagreb, 9. svibnja 1963.) hrvatska je pjevačica i televizijska voditeljica.

## Životopis

### Profesionalna karijera
Kao dijete snimala je reklame za proizvode Medolino i Frutolino te trenirala karate. Pisala je za omladinski tjednik Polet. Postala je članica zagrebačke pop-rock grupe "Prva ljubav" 1981. godine. To je bio prvi teen sastav na prostoru bivše Jugoslavije, koji je djelovao do 1978. do 1982. godine. Kao članica grupe snimila je albume "Privatno" (1981.) te "Kad ostanemo sami" (1982.) Materijalom na ova dva albuma okrenuli su se više zrelijoj pop publici, što je na kraju rezultiralo sve manjim brojem prodanih primjeraka albuma. Prije nego što su se razišli 1982. godine snimili su Dinamovu himnu.
Pjevačica je sastava "Novi fosili" od 1983. do 1991. te ponovno od 2005. godine. godine. S grupom je postigla velike uspjehe, snimila albume prodane u stotine tisuća primjeraka i nastupala na rasprodanim koncertima. Na Euroviziji 1987. godine, "Novi fosili" nastupili su s pjesmom "Ja sam za ples" te su osvojili 4. mjesto s 92 boda. Pobijedio je Irac Johnny Logan s uspješnicom "Hold Me Now". 
Nakon odlaska iz "Novih fosila" snimila je tri samostalna albuma. Imala je ulogu novinarke "Zvjezdanog tracha" u glazbenoj tv-emisiji "Je l'me netko tražio", za koju je otpjevala i uvodnu istoimenu pjesmu. Bila je voditeljica talk-showa "Sanja" na RTL-u od 2004. godine. Bivša je voditeljica jutarnjeg programa na HRT-u. Voditeljica na RTL- u od prosinca 2016. Na Novoj TV radi od siječnja 2018.

### Privatni život
Iz braka s Nenadom Šarićem, bivšim bubnjarem sastava "Novi fosili", ima djecu Luku i Leu. U braku su bili nešto manje od dvadeset godina. Njen otac Mišo Doležal poznati je tekstopisac, skladatelj i aranžer.

## Diskografija

### S Prvom ljubavi
- 1981. - Privatno
- 1982. - Kad ostanemo sami

### S Novim fosilima
- 1983. - Poslije svega - dijamantna
- 1985. - Tvoje i moje godine - dijamantna
- 1986. - Za dobra stara vremena - platinasta
- 1987. - Poziv na ples (kompilacija) - dijamantna
- 1987. - Dijete sreće - dijamantna
- 1988. - Nebeske kočije - platinasta
- 1989. - Obriši suze, generacijo - platinasta
- 1990. - Djeca ljubavi - platinasta
- 2005. - Za dobra stara vremena 2005 (kompilacija)
- 2006. - The Platinum Collection Novi fosili
- 2010. - Love collection (najbolje ljubavne pjesme)
- 2011. - Uvijek blizu - boxset od 4 CD-a (najbolje od Fosila 1969. – 1999.)
- 2013. - Live!
- 2019. - 50 originalnih pjesama (kompilacija)

### Samostalna karijera
- 1993. - Non stop ples
- 1994. - Kao u snu
- 2000. - Plavuša
- 2015.- Emotivna prijetnja (feat Vladimir Kočiš Zec)

## Filmografija

### Filmske uloge
- "Čuvaj se sinjske ruke" kao Sanja Doležal (2004.)
- "Lea i Darija" kao Nina Selak (2011.)

### Sinkronizacija
- "Zambezija" kao Nikičina žena (2012.)
- "Princ od Egipta" kao Kraljica Tuya (2006.)